# Lutraki
Lutraki (gr. Λουτράκι) – miasto w Grecji, w administracji zdecentralizowanej Peloponez, Grecja Zachodnia i Wyspy Jońskie, w regionie Peloponez, w jednostce regionalnej Koryntia. Siedziba gminy Lutraki-Aji Teodori. Nadmorski kurort wypoczynkowy i uzdrowisko lecznicze nad Zatoką Koryncką (Morzem Jońskim) oraz na zboczach góry Jerania (pasmo górskie Geraneia). W 2011 miejscowość liczyła 11 564 stałych mieszkańców. W Lutraki działa jedna wyższa uczelnia: Szkoła Oficerska Mechaników Wojskowych.

## Pochodzenie nazwy
Nazwa "Lutraki" jest bezpośrednim nawiązaniem do łaźni termalnych w regionie. Jest zdrobnieniem słowa Loutro(n) (gr. Λουτρό(v)), oznaczającego wannę, łaźnię, spa lub termy. To również starożytna nazwa całego regionu.

## Komunikacja
Miasto jest zlokalizowane 80 km na zachód od Aten i 8 km na północny wschód od Koryntu. Połączenie z Wielkimi Atenami zapewnia autostrada Olympia Odos, a następnie (od Elefsiny) przez trasę szybkiego ruchu, do centrum lub – także od wysokości Elefsiny – przez autostradę Attiki Odos, do dzielnic na północ od centrum i na główne lotnisko pasażerskie. Kursują tu autobusy komunikacji publicznej KTEL (z czasem dojazdu od 1,5 godziny wzwyż) lub z sąsiedniego Koryntu – pociąg podmiejski Proastiakos (z czasem dojazdu ok. 60 minut), licząc do skrzyżowania z ateńską koleją miejską i metrem. Duże zespoły hotelarskie dysponują własnymi, stałymi przewozami do Aten. Nad samym brzegiem morza przebiega tzw. stara Ethniki Odos, czyli dawna droga krajowa z Koryntu do Elefsiny, z czasem przejazdu znacznie dłuższym, niż autostrada, jednak ciekawa krajobrazowo.

## Walory turystyczne
Lutraki to jeden z najbardziej znanych greckich kurortów turystycznych oraz niezwykle popularne kąpielisko, z bardzo dobrze rozwiniętą bazą hotelarsko-gastronomiczną i z wysokiego standardu bazą terapeutyczną (bowiem miasto słynie z rozległych, naturalnych źródeł termalnych oraz terapeutycznych uzdrowisk). Działa tu najbardziej znane kasyno w Grecji (Club Hotel Casino Loutraki) i jednocześnie zespół hotelarsko-konferencyjny, z własnym kąpieliskiem Casino Loutraki.
Do lokalnych atrakcji turystycznych należą: park zdrojowy, ze sztucznym wodospadem, opadającym na nadmorską promenadę, dwa mosty zwodzone przez Kanał Koryncki, widowiskowo opadające na dno i znów wynurzające się, zlokalizowane przy jego dwóch wylotach, przy czym ciekawszy widokowo jest wylot z kierunku Pireusu. Pionowo wykuty w skałach kanał podziwiany jest przez turystów także z kilku mostów drogowych. Organizowane są wycieczki małym statkiem, przez kanał i po akwenach przylegających, z przystani w Koryncie lub Lutraki. Poza okresem wakacyjnym, należy zasięgać informacji telefonicznej nt. dat, zmiennych godzin i portu wypłynięcia jednostek. Do znanych, także poza granicami kraju, należy zespół miejski starożytnego Koryntu (Archea Korinthos) i górska, rozległa twierdza – aktualnie muzeum – wzniesiona nad morzem, ok. 500 m powyżej jego poziomu – Akrokoryntos. Do mniej znanych, choć w starożytności równie sławnych obiektów, należą archeologiczne pozostałości Hereonu (świątyni Hery), z przyległym doń starożytnym uzdrowiskiem i rozległymi, kutymi w skale, podziemnymi kanałami. Hereon, niegdyś organizujący wypoczynek dla małżeństw, w starożytności stanowił alternatywę etyczną i ekonomiczną konkurencję, dla położonej po drugiej stronie tejże zatoki, na terenie obecnej twierdzy Akrokorynthos, antycznej świątyni Afrodyty, ze znaczną liczbą kapłanek, pełniących tam erotyczną posługę liturgiczną.
Miasto jest korzystnie usytuowanym punktem wypadowym na pobliski Peloponez (m.in. do: Myken, Tirynsu, Nafplio, Epidawros, czy bardziej odległych: Mistry, Monemwasii, Mani, Olimpii), most Rio-Antirio lub na kontynent do: Aten, Osios Lukas, Delf, a na Zachodzie do Nafpaktos.

## Populacja
| Rok  | Liczba ludności miasta |
| ---- | ---------------------- |
| 1981 | 8543                   |
| 1991 | 9388                   |
| 2001 | 11 383                 |
| 2011 | 11 564                 |